# Hal David
Harold Lane "Hal" David, född 25 maj 1921 i New York, död 1 september 2012 i Los Angeles, Kalifornien, var en amerikansk sångtextförfattare och textförfattare. 
Hal David var mest känd för sitt låtskrivarsamarbete med kompositören Burt Bacharach, med vilken han skapade många stora hits, men han skrev även countrylåtar, och fick 1984 en hedrande plats i Nashville Songwriters Hall of Fame.
Han skrev bland annat Raindrops Keep Fallin' on My Head och I Say a Little Prayer tillsammans med Bacharach. Hal David och Burt Bacharach belönades med en Oscar för Raindrops Keep Fallin' on My Head.